# Leonard Piniński

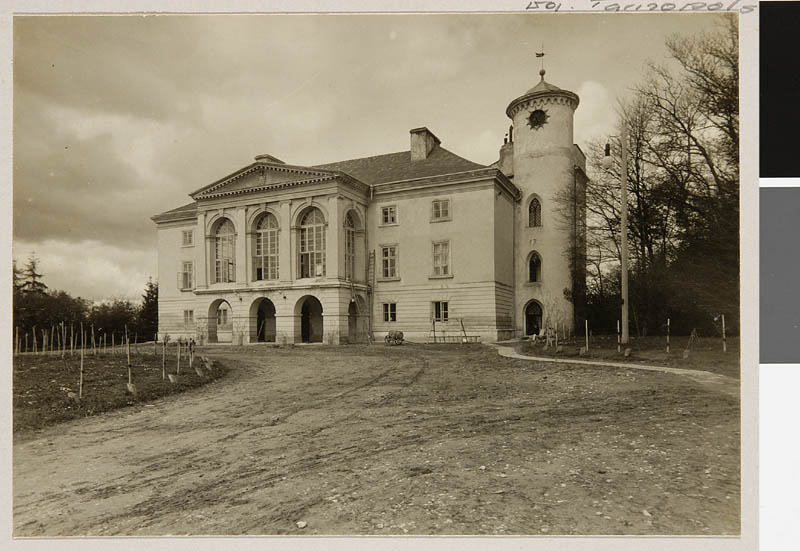
Grzymałów, fronton pałacu hrabiów Pinińskich (zdjęcie Franciszka Wilczkowskiego z 1912)

Leonard Franciszek Ksawery Piniński herbu Jastrzębiec (ur. 30 października 1824 we Lwowie – zm. 18 lipca 1886 w Wiedniu) – ziemianin, działacz gospodarczy, hrabia.
Ziemianin, po śmierci ojca, od 1835 współwłaściciel wraz z braćmi dóbr Babice (obecnie część wsi Bystrowice)  i Rokietnica w pow. jarosławskim. Od 1856 wraz z żoną właściciel klucza dóbr Grzymałów z Mazurówką, Podlesiem, Bucykami, Eleonorówką, Iwanówką, Zielonem i Soroką w pow. skałatskim. Przeprowadził modernizację i wprowadził nowe sposoby gospodarowania, m.in. zbudował pierwszy młyn parowy we Wschodniej Galicji. Odremontował także pałac, wokół którego założył obszerny park angielski. W tym okresie w pałacu znajdowała się galeria obrazów, wśród której były płótna malarzy szkoły włoskiej portrety kolejnych właścicieli (m.in. pędzla Juliusza Kossaka i Tadeusza Ajdukiewicza), a także obrazy Alojzego Rejchana, Wojciecha Kossaka. Była tam też biblioteka licząca 5 tys. tomów oraz archiwum z autografami wybitnych osobistości XVl-XIX w..
Członek (1869–1882) i wiceprezes (1883–1885) Wydziału Okręgowego w Skałacie Galicyjskiego Towarzystwa Kredytowego Ziemskiego. Członek rady nadzorczej Galicyjskiego Banku Kredytowego we Lwowie (1874–1885). Od 23 czerwca 1855 członek (1855–1868), a następnie członek oddziału tarnopolsko-zbarasko-skałacko-trembowlańskiego (1869–1886) Galicyjskiego Towarzystwa Gospodarskiego. Członek Komitetu GTG (10 lipca 1883 - 12 czerwca 1885). Delegat GTG do kuratorium Krajowej Wyższej Szkoły Rolniczej w Dublanach (1884–1885).
Z poglądów konserwatysta. Wybrany z grupy większych posiadłości członek Rady Powiatu (1867–1886) i członek Wydziału Powiatowego (1867–1880, 1885–1886) w Skałacie. Członek powiatowej komisji szacunkowej podatku gruntowego w Skałacie (1871–1877).
Pochowany w grobowcu rodzinnym na Cmentarzu Łyczakowskim we Lwowie.

## Rodzina
Urodził się w rodzinie ziemiańskiej, syn Franciszka Ksawerego (1783–1835) i Domicelli z Korziaków (ur. 1803). Ożenił się w 1852 z Julią Teresą z Nikorowiczów (1833–1893). Mieli czterech synów: Stanisława Antyma (1854–1911), namiestnika Galicji Leona Jana (1857–1938), Mieczysława (1862–1918), Aleksandra Augusta (1864–1902).